# Manon Houette

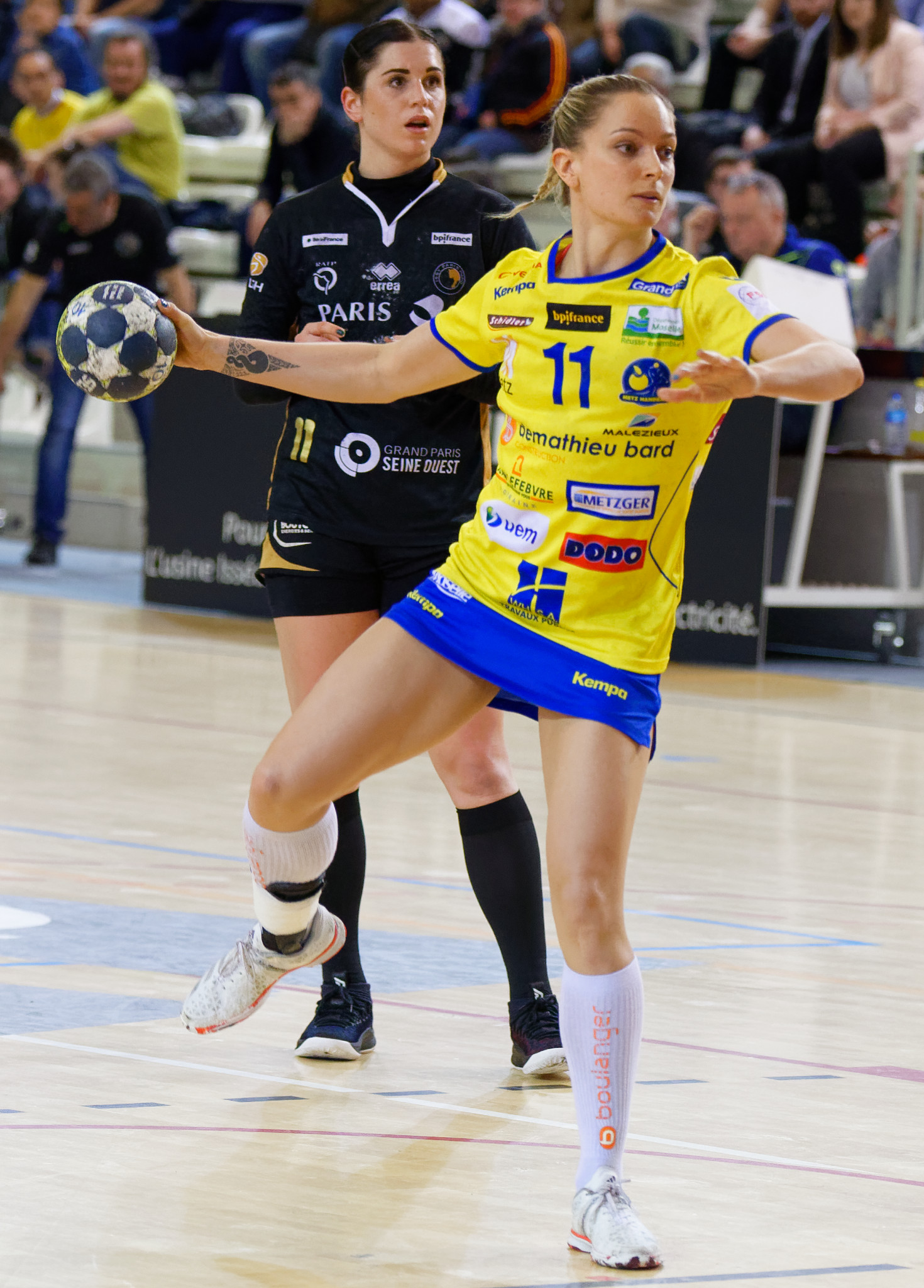
Manon Houette sur un jet de 7 m avec Metz en 2018, sous les yeux de Tamara Horacek.

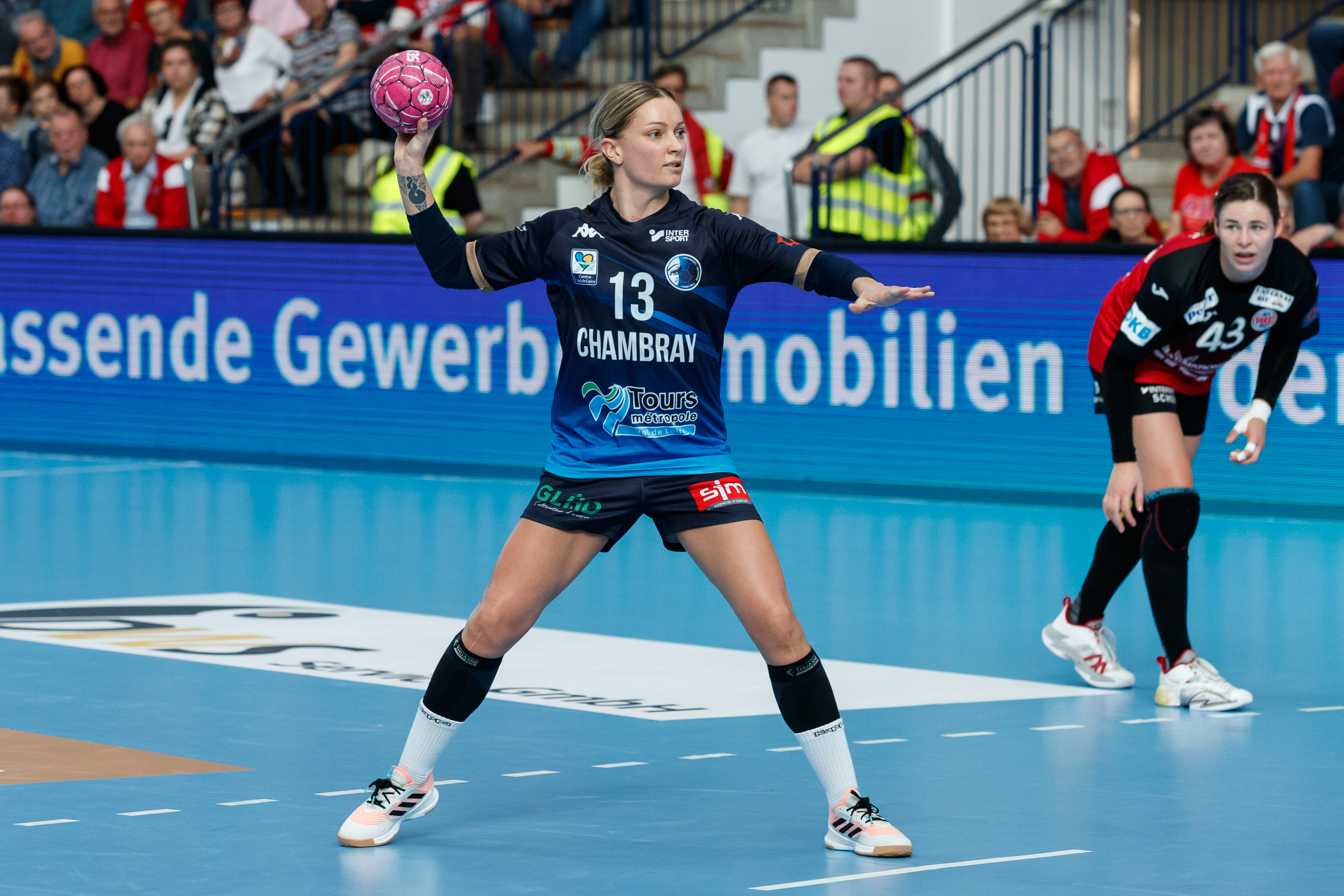
Manon Houette sur un jet de 7 m avec Chambray en 2022.

Manon Houette, née le 2 juillet 1992 au Mans, est une handballeuse internationale française, vice-championne olympique en 2016. Elle joue depuis 2013 avec l'équipe de France avec laquelle elle devient championne du monde en 2017. Elle fait partie du groupe France sacré champion d'Europe lors de l'Euro organisé en 2018.

## Biographie

### Carrière en club
Originaire de Sillé-le-Guillaume dans la Sarthe, c'est au HBC Pays de Sillé et au CSCM Le Mans qu'elle fait ses armes dans le handball avant de rejoindre le centre de formation du CJF Fleury Loiret Handball en 2010. C'est véritablement lors de la saison 2012-2013 qu'elle se révèle au grand public à son poste d'ailière gauche puisqu'elle est élue meilleure espoir 2012-2013 de la Ligue Féminine de Handball. Ses bonnes performances avec son club lui permettent de remporter consécutivement à deux reprises le titre de meilleure ailière gauche du championnat en 2014 et 2015. Elle s'impose alors comme une joueuse majeure de son club qui, après avoir remporté un premier titre avec la coupe de France 2014, réalise le doublé championnat de France et coupe de la Ligue la saison suivante, ce qui lui permet de participer à la Ligue des champions 2015-2016.
En mars 2016, elle s’engage avec le club allemand du Thüringer HC, pour sa première expérience à l'étranger.
Au retour des Jeux olympiques, elle est élue meilleure ailière gauche du championnat de France pour la saison 2015-2016.
En février 2017, elle officialise son retour en France en s'engageant pour deux saisons avec le Metz Handball. Elle y remporte le titre de championne de France et elle est élue, pour la quatrième fois, meilleure ailière gauche de la saison. Un an après son arrivée, elle prolonge à l’automne 2018 son contrat de deux saisons pour être liée avec le club lorrain jusqu'en juin 2021.
Avec le club de Metz, lors de la saison 2018-2019, elle atteint les demi-finales de la Ligue des champions et remporte le championnat, pour la quatrième fois consécutive, et la coupe de France. À titre individuel, elle est élue meilleure espoir du championnat de France 2018-2019. À l'issue de la saison, elle est élue meilleure ailière gauche du championnat de France 2018-2019 et de la Ligue des champions 2019.
En 2021 et après quatre saisons sous les couleurs du Metz Handball, elle ouvre un nouveau chapitre dans sa carrière professionnelle en s’engageant pour un an avec la formation du Bourg-de-Péage Drôme Handball
Elle met fin à sa carrière sportive en 2024.

### Carrière en sélection
Le 21 octobre 2013, elle est appelée pour la première fois en équipe de France pour les matches amicaux contre la Slovaquie et la Finlande.
En décembre 2015, elle figure dans la liste des 18 joueuses retenues pour participer au championnat du monde 2015 avec l'équipe de France, sa première compétition internationale.
Manon Houette fait partie des joueuses retenues en équipe de France pour disputer les Jeux olympiques de 2016 à Rio de Janeiro. En finale, la France s'incline face à la Russie et se contente d'une médaille d'argent.
En décembre 2017, elle remporte avec ses coéquipières le titre mondial, marquant notamment 4 buts sur 4 tentatives lors de la finale remportée 23 buts à 21 face à la Norvège. Meilleure buteuse de l'équipe de France dans le tournoi avec 35 buts, elle prend une place importante au sein de l'équipe sur son poste d'ailière gauche, partagé avec la capitaine Siraba Dembélé,.
Sur sa lancée, elle participe au championnat d'Europe organisé en France, et décroche son deuxième titre international majeur grâce à une victoire en finale 24-21 face à la Russie le 16 décembre à Bercy.
En janvier 2020, elle est victime d'une rupture du ligament croisé antérieur du genou droit et doit renoncer aux Jeux olympiques de 2020. Si le report d'un an des JO en conséquence de la pandémie de Covid-19 lui offre une seconde chance, Olivier Krumbholz la considère encore trop juste physiquement après sa reprise en janvier 2021 et décide de ne pas retenir Manon Houette pour la compétition qui sera remportée par les Bleues.

### Autres activités
Le 27 octobre 2019, la handballeuse ouvre une auberge de jeunesse "nouvelle génération" dans le centre-ville de Metz, dénommée Flow Hostel en référence au flow. L'établissement compte 5 chambres, avec pour chacune d'entre elles une référence à sa carrière handballistique. L'établissement est néanmoins définitivement fermé après le départ de Houette à Bourg-de-Péage, le secteur ayant par ailleurs été mis en difficulté par la pandémie de Covid-19.
Le 20 décembre 2020, à l'occasion de la finale du Championnat d'Europe féminin de handball 2020 diffusée sur TF1, elle est consultante lors des émissions d'avant et d'après match.
Lors du championnat d'Europe féminin de handball 2022, elle intervient dans l'émission de Mary Patrux sur BeIn Sports en tant que consultante. Lors des émissions encadrant la retransmission des matchs, elle apporte son expertise aux côtés de Thierry Omeyer.

## Palmarès

### En sélection nationale
Jeux olympiques
- Médaille d'argent aux Jeux olympiques de 2016 à Rio de Janeiro

championnats du monde
- Médaille d'or au championnat du monde 2017
- 7e du championnat du monde 2015

championnats d'Europe
- Médaille d'or au championnat d'Europe 2018
- Médaille de bronze au championnat d'Europe 2016

autres
- Médaille d'argent au championnat du monde junior en 2012[31]
- 4e place au championnat d'Europe jeunes en 2009[32]

### En club
compétitions internationales
- finaliste de la coupe d'Europe des vainqueurs de coupe en 2015 (avec Fleury Loiret)
- quatrième de la Ligue des champions en 2019 (avec Metz Handball)

compétitions nationales
- championne de France en 2015 (avec Fleury Loiret), 2018 et 2019 (avec Metz Handball)
- vainqueur de la coupe de France en 2014 (avec Fleury Loiret) et 2019[33] (avec Metz Handball)
- vainqueur de la coupe de la Ligue en 2015 et 2016 (avec Fleury Loiret)
- finaliste de la coupe de la Ligue en 2014 (avec Fleury Loiret)

### Récompenses individuelles
- élue meilleure espoir du championnat de France (1) : 2012-2013
- élue meilleure ailière gauche du championnat de France (5) : 2013-2014, 2014-2015, 2015-2016[7], 2017-18[9] et 2018-2019[13]
- élue meilleure ailière gauche de la Ligue des champions (1) : 2018-2019[14]

## Distinctions
- Chevalier de l'ordre national du Mérite le 1er décembre 2016[34]
- Médaille de la jeunesse, des sports et de l'engagement associatif, or (2024)[35]